# Путятов, Владимир Николаевич
Влади́мир Никола́евич Путя́тов (26 декабря 1945) — советский волейболист, игрок сборной СССР (1970—1972). Бронзовый призёр Олимпийских игр 1972, девятикратный чемпион СССР. Нападающий. Заслуженный мастер спорта СССР (1975).

## Биография
Выступал за команды: до 1968 — СКА (Киев), 1968—1978 — ЦСКА. Девятикратный чемпион СССР (1970—1978), четырёхкратный обладатель Кубка чемпионов ЕКВ 1973—1975, 1977. В составе сборной Москвы чемпион (1975) и серебряный призёр (1971) Спартакиад народов СССР. Трёхкратный победитель чемпионата дружественных армий (1967, 1973, 1978).
В сборной СССР в официальных соревнованиях выступал в 1970—1972 годах. В её составе: бронзовый призёр Олимпийских игр 1972, участник мирового первенства 1970.
Окончил Московскую государственную академию физической культуры (МГАФК). Работает старшим преподавателем на кафедре физического воспитания и спорта МАИ.

## Источник
- Волейбол: Энциклопедия / Сост. В. Л. Свиридов, О. С. Чехов. — Томск: Компания «Янсон», 2001.